# Lambda Aquilae
Lambda Aquilae (Al Thalimain, 16 Aquilae) é uma estrela na direção da constelação de Aquila. Possui uma ascensão reta de 19h 06m 14.95s e uma declinação de −04° 52′ 56.4″. Sua magnitude aparente é igual a 3.43. Considerando sua distância de 125 anos-luz em relação à Terra, sua magnitude absoluta é igual a 0.51. Pertence à classe espectral B9Vn.